# 아스팔트 9: 레전드
《아스팔트 9: 레전드》(영어: Asphalt 9: Legends)는 게임로프트의 레이싱 비디오 게임으로, 《아스팔트》시리즈 중 하나이다. 또한 아스팔트 9: 레전드는 2018년 7월 25일 출시된 아스팔트 시리즈의 9번째 게임이다.

## 게임 플레이
유명한 자동차 라인업, Touch Drive라고 불리는 오토 파일럿 모드를 포함하는 다양한 조종 방법들, 새로운 레이스 모드와 《아스팔트 6: 아드레날린》의 아드레날린을 재구현한 쇼크웨이브 니트로 및 전작 대비 발전한 그래픽 등 기존의 작품들에서 개선되었거나 새롭게 추가된 기능을 다수 제공한다. 소프트 런치 당시 48개 차종에서 2020년 9월 기준 현재에는 105개 차종이 존재한다.
전작과는 달리 불릿 물리 엔진 및 게임로프트가 자체 개발한 제트 그래픽 엔진을 사용하여 새로운 조작감과 높은 수준의 그래픽을 자랑한다.
전작의 샌프란시스코, 로마, 상하이, 뉴욕, 오사카 및 이번작에 새롭게 추가된 카이로, 히말라야 산맥, 미국 중서부, 스코틀랜드, 카리브 해, 스코틀랜드의 총 11가지 장소를 게임의 공간적 배경으로 가진다.

## 개발
아스팔트 6: 아드레날린, 아스팔트 8: 에어본의 제작을 담당했                                                                                으며 게임로프트 마드리드와 함께 아스팔트 익스트림을 개발한 경력이 있는 게임로프트 바르셀로나에서 제작되었으며 불릿 물리 엔진과 그래픽 부분에서는 자체 개발한 제트 엔진을 사용했다. 게임로프트 세이건, 몬테랄, 마드리드, 부가레스트, 카리브에서도 개발에 참여했다.

## 출시 관련
2016년 : 아스팔트 9: 레전드 출시에 관한 소식이 처음 발표되었다. 게임로프트가 자사 트위터 계정에 아스팔트 8: 에어본에서 본 적 없는 새로운 형태의 맵을 개발하는 모습을 공개하였으며, 기자 발표회에서 (가명) 아스팔트 9: 쇼크웨이브가 2017년 하반기에 출시될 것이라고 밝혔다.
2018년 2월 : 아스팔트 9: 레전드의 첫 트레일러가 공개되었다.
2018년 2월 26일 : 필리핀에서 iOS 서버의 첫 소프트 런치가 진행되었다.
2018년 3월 22일 : 태국에서 소프트 런치가 진행되었다.
2018년 5월 17일 : 필리핀에서 안드로이드 서버의 첫 소프트 런치가 진행되었다.
2018년 6월 29일 : 세계 동시 사전 예약이 플레이 스토어를 통해 진행되었다.
2018년 7월 24일 : 페이스북과 유튜브 생방송을 통해 출시 일자를 7월 26일로 공개하였다.
2018년 7월 25일 : 예정된 날자인 7월 26일보다 하루 빠른 7월 25일에 세계 동시 출시가 진행되었다.
2018년 8월 1일 : 각 플랫폼에서 400만 다운로드를 기록하였다.
2019년 7월 6일 : 닌텐도 스위치 버전의 게임 출시를 자사 트위터 계정을 통해 공개하였다.
2019년 10월 8일 : 닌텐도 스위치 버전의 게임이 공개되었다. 조이콘과 터치 스크린을 사용한 신규 조작 방법과 함께 가족 또는 지인과 함께 플레이 할 수 있다는 내용이 발표되었다.

## 평가
| 평가                                                                           |                                   |
| ------------------------------------------------------------------------------ | --------------------------------- |
| 통합 점수 통합사 점수 메타크리틱 IOS: 74/100 [ 6 ] 닌텐도 스위치: 61/100 [ 7 ] |                                   |
| 통합 점수                                                                      |                                   |
| 통합사                                                                         | 점수                              |
| 메타크리틱                                                                     | IOS: 74/100 닌텐도 스위치: 61/100 |

## 수상
2019 웨비 어워드 스포츠 게임 부문 본상 수상
2019 애플 디자인 어워드 게임 부문 수상